# Boeschepe
Boeschepe is een gemeente in de Franse Westhoek, in het Franse Noorderdepartement (Frans: département du Nord). De gemeente telde op 1 januari 2022 2.212 inwoners.

## Geografie

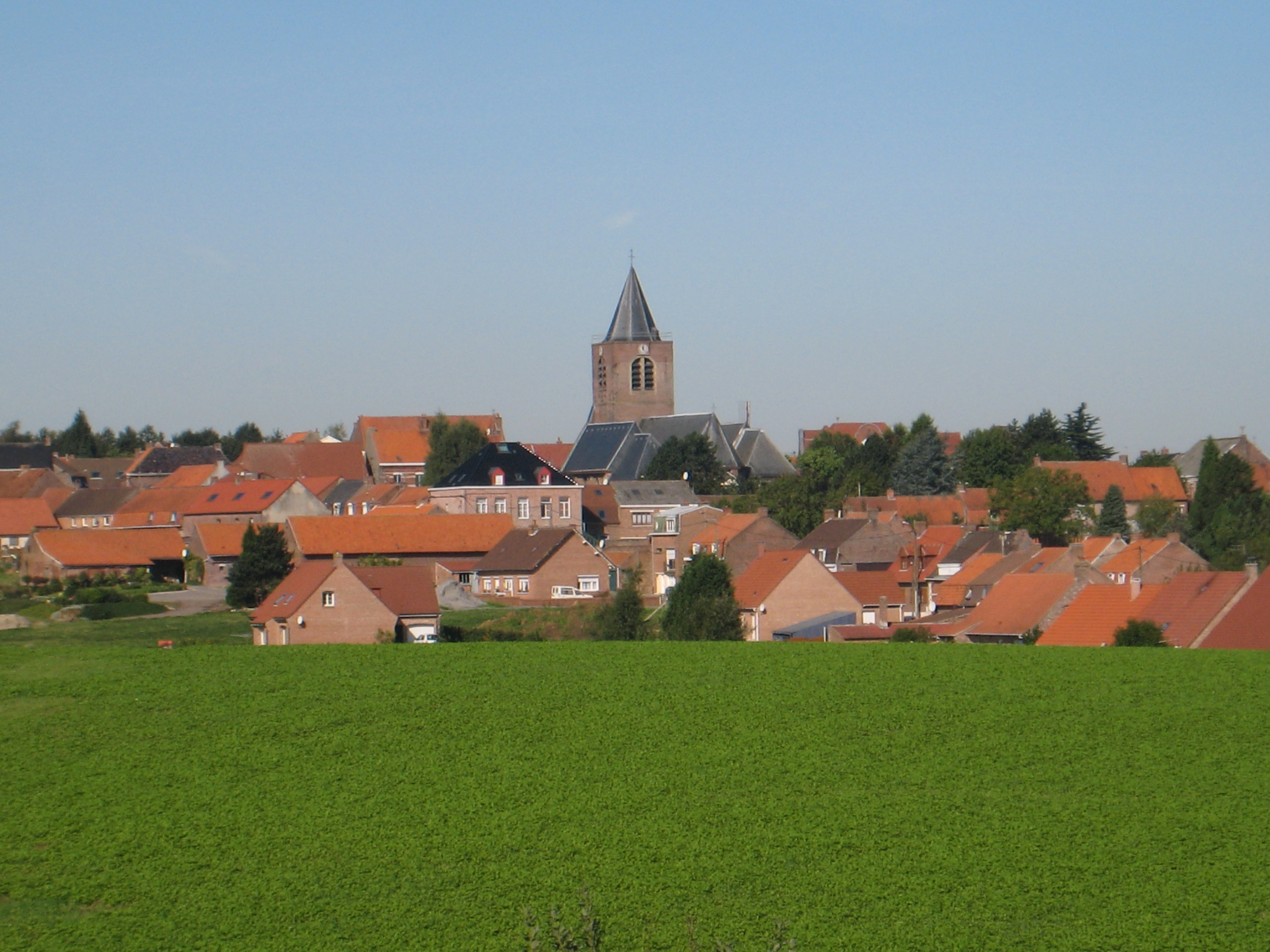
Zicht op Boeschepe

De oppervlakte van Boeschepe bedroeg op 1 januari 2022 13,59 vierkante kilometer; de bevolkingsdichtheid was toen 162,8 inwoners per km².
Boeschepe is gelegen aan de voet van de 150 m hoge Katsberg en de Boeschepeberg (129 meter). Aan de Belgische grens ligt het dorp Abele, dat deels op het grondgebied van Boeschepe, deels op dat van de Belgische gemeente Poperinge ligt. 

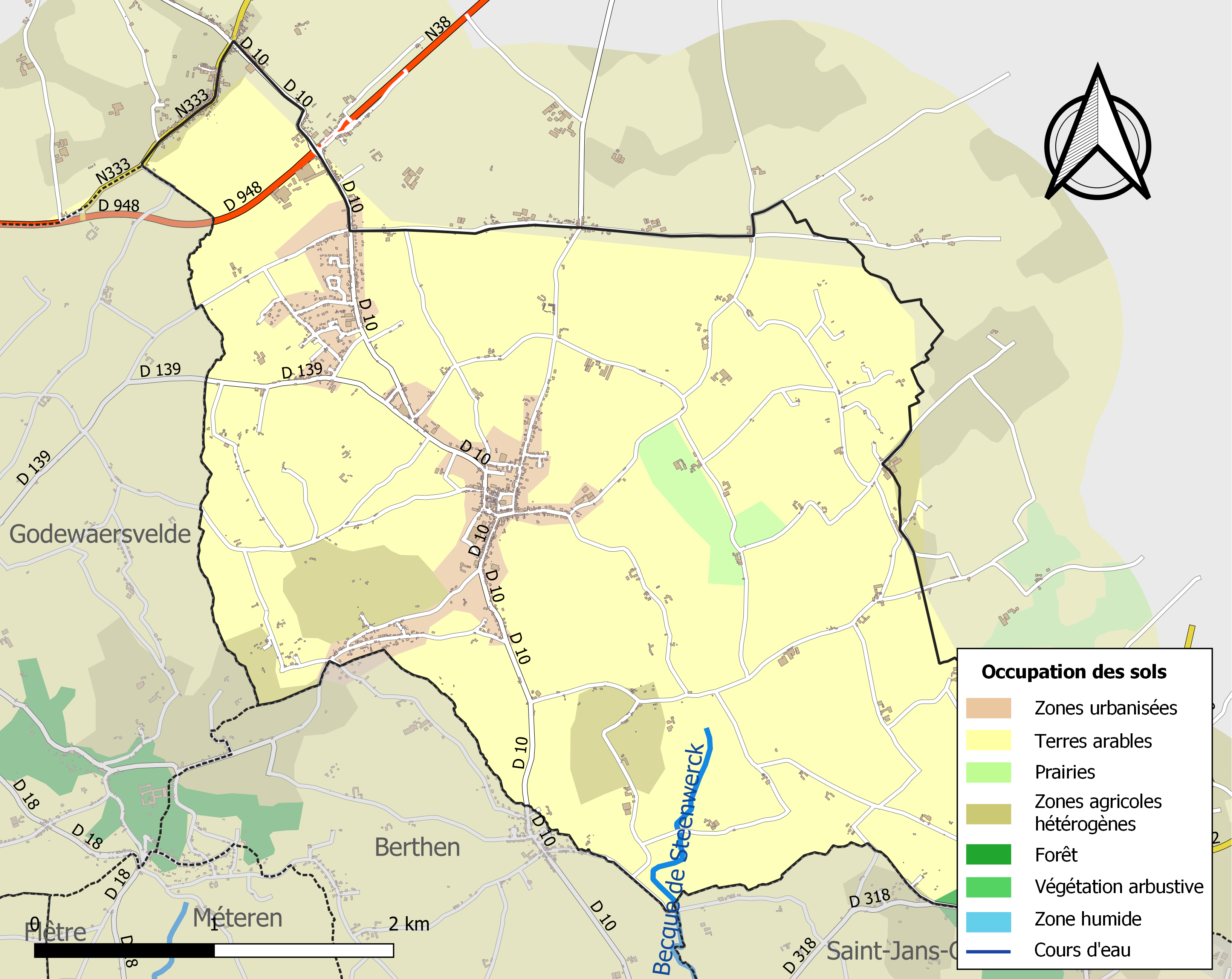
Kaart van de gemeente met belangrijkste infrastructuur, bodemgebruik en omliggende gemeenten

## Etymologie
Boeschepe werd voor het eerst vermeld in 1159, als Bochisepa, een combinatie van een persoonsnaam en schepa, wat zoiets als bron zou kunnen betekenen.

## Geschiedenis
In Boeschepe werd op 12 juli 1562 op het Kerkhof van Boeschepe door de Calvinisten de eerste openbare hagenpreek gehouden. Predikant Gelein Damman stak meer dan een uur lang een vurig sermoen af dat werd aanhoord door ruim tweehonderd gelovigen, gewapend met stokken en messen. Tot de uitdagende actie was beslist door de radicale factie van de calvinisten. De repressie van hogerhand was keihard: negen aanwezigen werden veroordeeld tot het rad, vele anderen werden verbannen of beboet. 
Op 6 maart 1906 viel een dode in de Sint-Maartenskerk toen Boeschepenaren zich verzetten tegen de inventarisatie van de kerkgoederen in het kader van de Wet op de scheiding van kerk en staat. Géry Ghysel werd dodelijk getroffen door een kogel van de gendarmerie en de pastoor raakte gewond. 's Anderendaags viel de regering-Rouvier III over de kwestie.
In 1918 werd Boeschepe nog gebombardeerd waarbij een café en de pastorie werden verwoest.

## Bezienswaardigheden
- De Sint-Maartenskerk (Église Saint-Martin), een hallenkerk
- De Ondankmeulen, in 1802 opgericht in De Walle, werd in 1884 overgebracht naar Boeschepe
- De Katsberg met de Abdij op de Katsberg
- Het Vlaams café De Vierpot, nabij de molen, in 1982 opgezet in de boerderij bij de molen.
- De Duivelskapel
- Het Radiomuseum (Musée de la Radio)

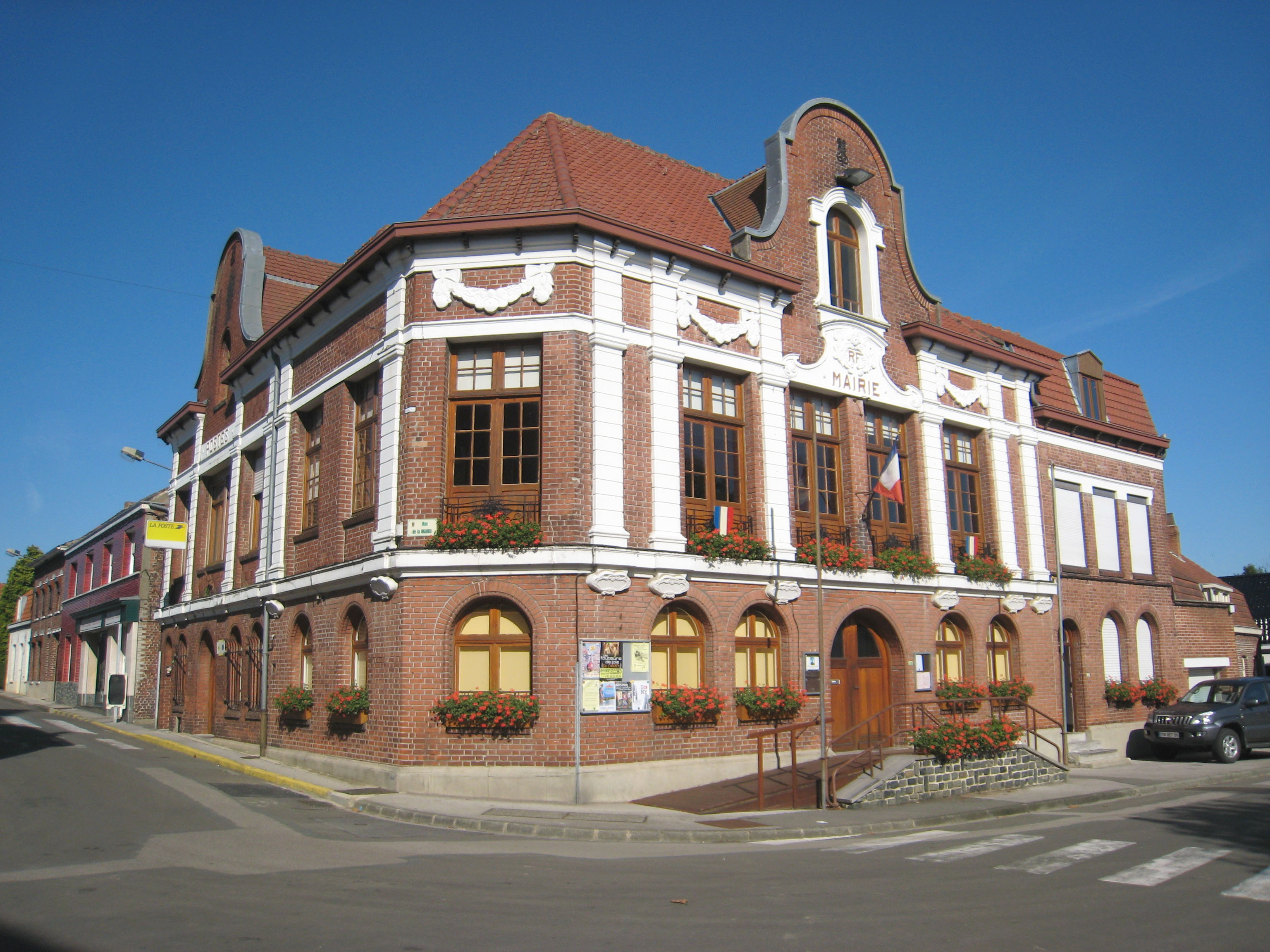
Het gemeentehuis
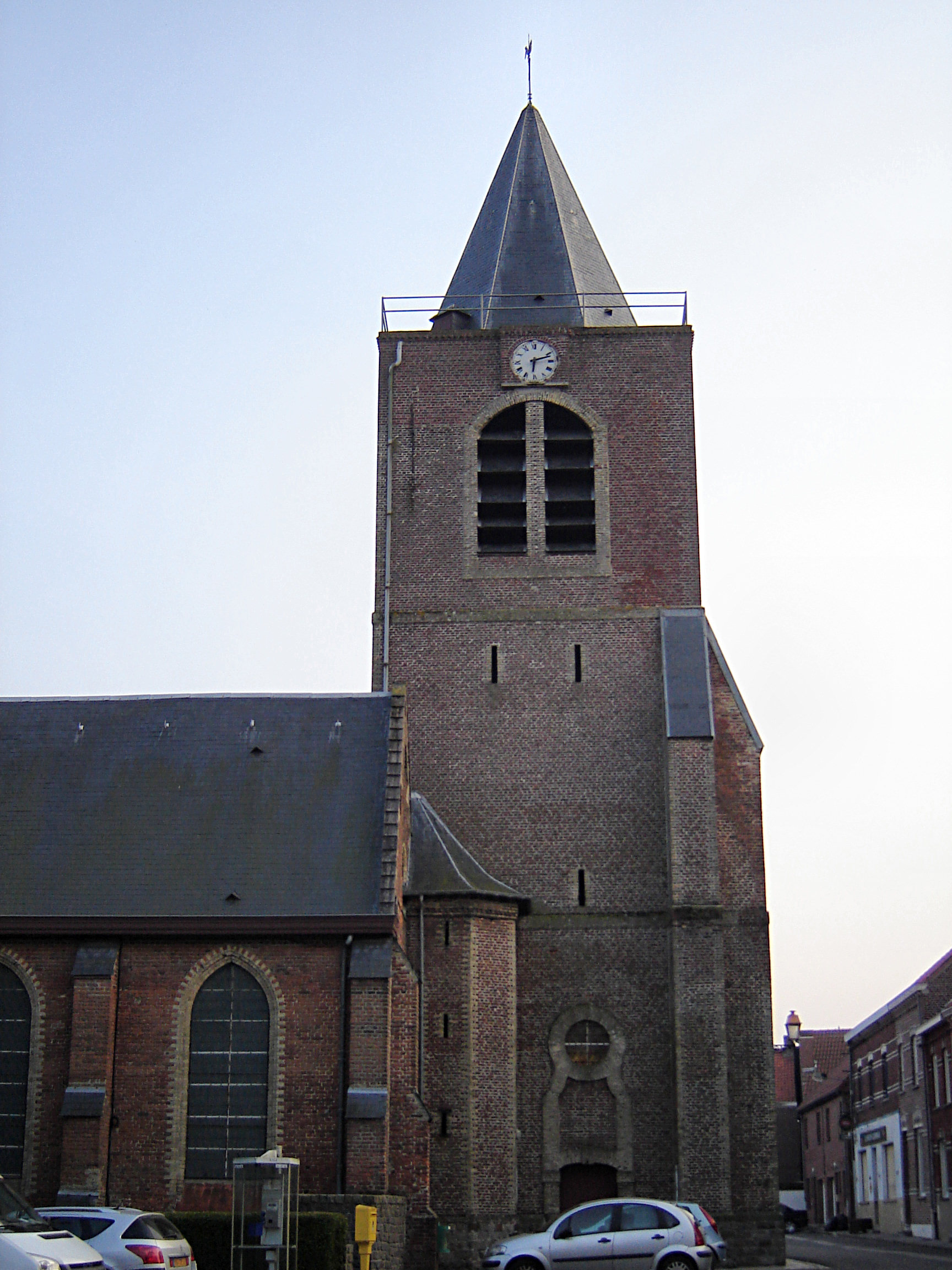
De Sint-Maartenskerk
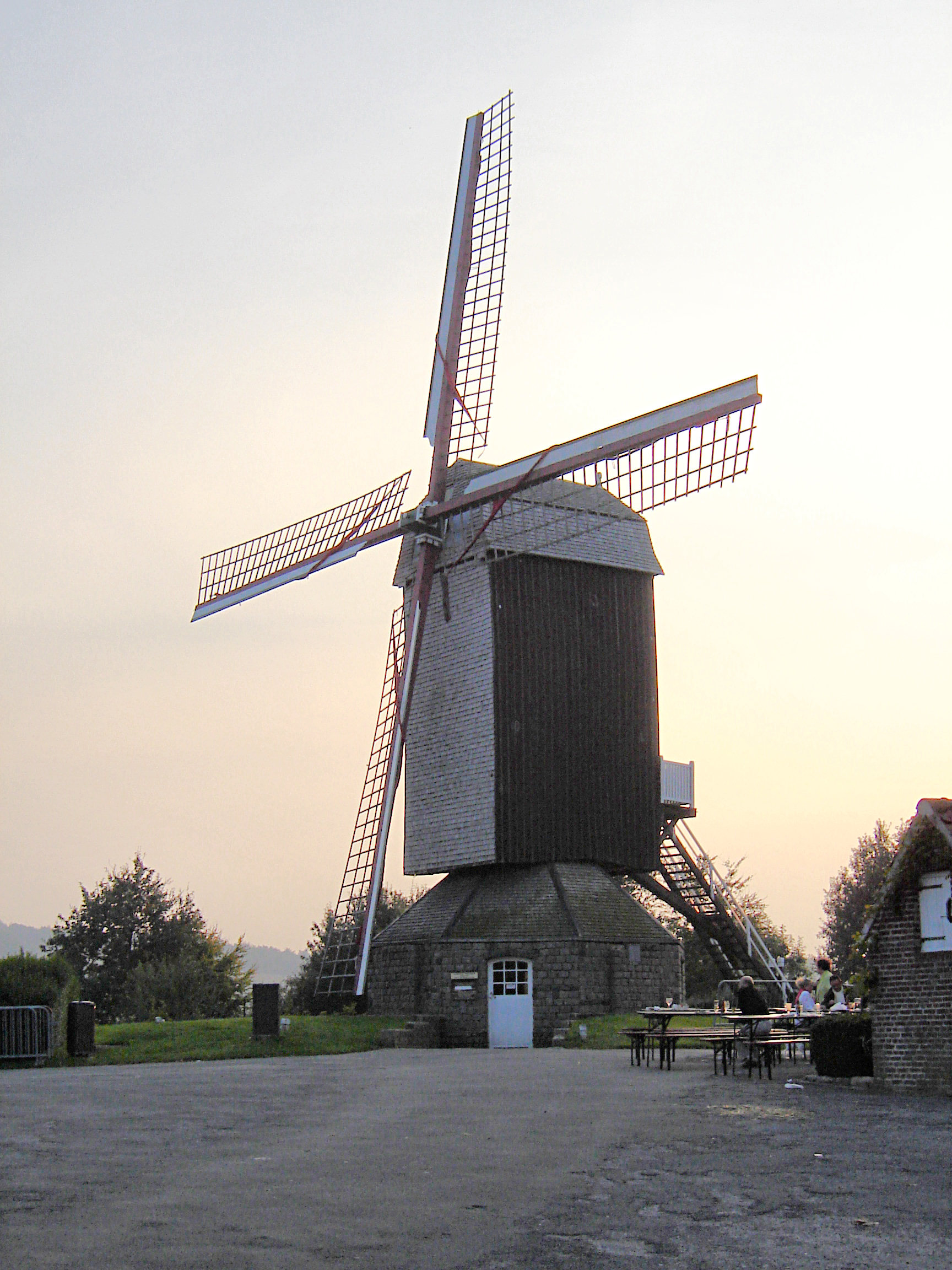
De Ondankmeulen

## Natuur en landschap
Boeschepe ligt op een hoogte van 74 meter, maar de hoogte van het grondgebied varieert van 28 tot 153 meter. De Boeschepeberg, onderdeel van het West-Vlaams Heuvelland, bevindt zich te Boeschepe, evenals een deel van de Zwarteberg. Boeschepe ligt tegen de Frans-Belgische grens aan. Van de landbouw kan de hopteelt worden genoemd.

## Demografie
Onderstaande figuur toont het verloop van het inwonertal (bron: INSEE-tellingen).

## Nabijgelegen kernen
Abele, Poperinge, Berten, Godewaarsvelde
Belle · Berten · Boeschepe · Borre · Eke · Godewaarsvelde · Hondegem · Kaaster · Kassel · Merris · Meteren · Niepkerke · Okselare · Oud-Berkijn · Pradeels · Sint-Janskappel · Sint-Mariakappel · Sint-Silvesterkappel · Stapel · Steenwerk · Strazele · Vleteren · Zoeterstee
Armboutskappel · Arneke · Bambeke · Bavinkhove · Belle · Berten · Bieren · Bissezele · Blaringem · Boeschepe · Boezegem · Bollezele · Borre · Bray-Dunes · Broekburg · Broekkerke · Broksele · Buisscheure · Drinkam · Duinkerke · Ebblingem · Eke · Ekelsbeke · Eringem · Gijvelde · Godewaarsvelde · La Gorgue · Grand-Fort-Philippe · Grevelingen · Groot-Sinten · Hardefoort · Haverskerke · Hazebroek · Herzele · Holke · Hondegem · Hondschote · Hooimille · Houtkerke · Kaaster · Kapelle · Kapellebroek · Kassel · Killem · Kraaiwijk · Krochte · Kwaadieper · Lederzele · Ledringem · Leffrinkhoeke · Linde · Loberge · Loon · Meregem · Merkegem · Merris · Meteren · Millam · Moerbeke · Niepkerke · Nieuw-Berkijn · Nieuw-Koudekerke · Nieuwerleet · Noordpene · Ochtezele · Okselare · Oostkappel · Oud-Berkijn · Oudezele · Pitgam · Pradeels · Rekspoede · Rubroek · Ruisscheure · Sint-Janskappel · Sint-Joris · Sint-Mariakappel · Sint-Momelijn · Sint-Pietersbroek · Sint-Silvesterkappel · Sint-Winoksbergen · Soks · Spijker · Stapel · Steenbeke · Steenvoorde · Steenwerk · Stegers · Stene · Strazele · Terdegem · Téteghem-Coudekerque-Village · Tienen · Uksem · Vleteren · Volkerinkhove · Waalskappel · Warrem · Waten · Wemaarskappel · Westkappel · Wilder · Winnezele · Wormhout · Wulverdinge · Zegerskappel · Zerkel · Zermezele · Zoeterstee · Zuidkote · Zuidpene